# Hôtel de ville de Minneapolis
L'hôtel de ville de Minneapolis (en anglais : Minneapolis City Hall)  est un immeuble de 104 mètres de hauteur construit à Minneapolis, dans l'État du Minnesota, de 1891 à 1906. Avec la hampe située au sommet la hauteur maximale de l'édifice est de 108 mètres. 
Le bâtiment abrite la mairie (City hall) de Minneapolis sur 14 étages, desservis par 10 ascenseurs.
Les façades sont recouvertes de granite.
Ce fut le plus haut bâtiment de Minneapolis jusqu'à la construction du W Minneapolis - The Foshay en 1929.
L'immeuble a coûté 3 554 000 $ , a été rénové en 1993, et a été classé au Registre national des lieux historiques en 1974.
L'architecte est l'agence Long & Kees qui a conçu le bâtiment dans un Style roman richardsonien.